# RBS Be 4/8 (41-61)
De Be 4/8 en Be 4/12 is een elektrisch treinstel met lage vloer deel bestemd voor het regionaal personenvervoer van de Regionalverkehr Bern-Solothurn (RBS).

## Geschiedenis
Het treinstel werd door Schweizerische Industrie-Gesellschaft (SIG) / Brown, Boveri & Cie (BBC) ontworpen en gebouw voor de volgende spoorwegondernemingen Solothurn-Zollikofen-Bern-Bahn (SZB), Vereinigte Bern-Worb Bahnen (VBW)), Lugano–Ponte Tresa-Bahn (FLP) en Ferrovie autolinee regionali ticinesi (FART).
Deze treinen losten oudere treinen van het type VBW BDe 4/4 en de SZB Be 4/4 alsmede de SZB BDe 4/4 af.

## Constructie en techniek
Deze trein is opgebouwd uit een stalen frame. De trein is opgebouwd uit een motorwagen en stuurstandrijtuig. Deze treinstellen kunnen tot drie stuks gecombineerd rijden.
Het extra rijtuig met lagevoerdeel werd door het consortium van Stadler Rail en Bombardier Transportation gebouwd. Dit rijtuig werd in 16 treinen bij geplaatst.

### Nummers
De Be 4/8 werden bij een revisie tussen 2002 en 2008 voorzien van een extra rijtuig met lagevloerdeel en werden hierdoor aangeduid als Be 4/12. Het gaat hierbij om de volgende treinen:
- 41, 42, 46, 48, 49, 51 -55 en 57 - 61

De Be 4/8 werden bij een revisie tussen 2002 en 2008. Deze treinen kregen geen extra rijtuig en zuillen aan het eind van 2011 worden afgevoerd. Het gaat hierbij om de volgende treinen:
- 43, 44, 47, 50 en 60

## Treindiensten
De treinen worden door Regionalverkehr Bern-Solothurn (RBS) ingezet op de volgende trajecten:
| Lijn | Bestemmingen                                 | Bedrijf | Periode    | Opmerkingen                                                 |
| ---- | -------------------------------------------- | ------- | ---------- | ----------------------------------------------------------- |
| S7   | Bern - Worblaufen - Worb Dorf                | RBS     | vanaf 1974 | ook bekend als lijn W                                       |
| S7   | Bern - Worblaufen - Bollingen                | RBS     | vanaf 1974 | rijdt alleen tijdens spits uren een beperkt aantal stations |
| S8   | Bern - Zollikofen - Jegenstorf (- Solothurn) | RBS     | vanaf 1974 | ook bekend als lijn SE                                      |
| S9   | Bern - Worblaufen - Unterzollikofen          | RBS     | vanaf 1974 | ook bekend als lijn Z                                       |